# Jizhar Smilanski
Jizhar Smilanski (hebr.: יזהר סמילנסקי, ang.: Yizhar Smilansky), pseud. S. Yizhar, (S. Jizhar, ur. 27 września 1916 w Rechowot, zm. 21 sierpnia 2006 w Meszar) – izraelski pisarz, literaturoznawca i polityk, w latach 1949–1955 oraz 1956–1967 poseł do Knesetu z listy Mapai.

## Życiorys
Urodził się 27 września 1916 w Rechowot w Palestynie, stanowiącej wówczas część Imperium Osmańskiego. Ukończył seminarium nauczycielskie w Jerozolimie, a następnie studia na Uniwersytecie Hebrajskim.
Pierwszą książkę opublikował, już w 1938 roku, pod pseudonimem S. Yizhar. Pracował jako nauczyciel w wielu miejscach Palestyny.
W niepodległym Izraelu wystartował w pierwszych wyborach parlamentarnych w 1949 i dostał się do izraelskiego parlamentu z listy Partii Robotników Ziemi Izraela (Mapai). W 1951 skutecznie walczył o reelekcję, jednak w kolejnych wyborach nie udało mu się zdobyć mandatu poselskiego. W skład Knesetu trzeciej kadencji wszedł jednak 1 października 1956, po rezygnacji Aharona Beckera. Z sukcesem kandydował również w wyborach w 1959 i 1961 roku. W czasie piątej kadencji dołączył do grona rozłamowców pod przywództwem byłego premiera Dawida Ben Guriona i został członkiem stworzonej przez niego partii Rafi. Z listy tego ugrupowania dostał się do parlamentu w 1965 roku. 20 lutego 1967 zrezygnował z zasiadania w Knesecie, a jego miejsce zajął Arje Bahir.
W latach 1969–1984 był wykładowcą na Uniwersytecie Hebrajskim w Jerozolimie. Od 1982 był profesorem literatury na Uniwersytecie Telawiwskim.
Był laureatem Nagrody Izraela, Nagrody Bennera oraz Nagrody Bialika.
Zmarł 21 sierpnia 2006 w kibucu Meszar.